# آرنه ليندرهولم
آرنه ليندرهولم (بالسويدية: Arne Linderholm)‏ (مواليد 22 فبراير 1916) هو لاعب كرة قدم. يلعب مع منتخب السويد لكرة القدم. سبق له أن لعب في كأس العالم لكرة القدم مع منتخب بلاده.

## الروابط الخارجية
- آرنه ليندرهولم على موقع الاتحاد الدولي (مؤرشف)  (الإنجليزية)
- آرنه ليندرهولم على موقع اتحاد السويد (السويدية)
- آرنه ليندرهولم على موقع قاعدة بيانات كرة القدم.إي يو (الإنجليزية)
- آرنه ليندرهولم على موقع بيانات كرة القدم. دي إي (الألمانية)
- آرنه ليندرهولم على موقع ناشيونال فوتبول تيمز (الإنجليزية)
- آرنه ليندرهولم على موقع عالم كرة القدم.نت (الإنجليزية)